# Setor de Indústria e Abastecimento
| Região Administrativa do Setor de Indústria e Abastecimento |                                                     |
|                                                             |                                                     |
| \| \| \| Bandeira \|                                        |                                                     |
| Região Administrativa XXIX                                  |                                                     |
| Fundação: 21 de abril de 1969 (55 anos)                     |                                                     |
| Lei de criação: 3618 de 14 de julho de 2005                 |                                                     |
| Mapa do Setor de Indústria e Abastecimento                  |                                                     |
| Limites:                                                    | Plano Piloto, Guará, SCIA, Cruzeiro e Vicente Pires |
| Distância de Brasília:                                      | km                                                  |
| Administrador(a):                                           | Hélio Rodrigues Aveiro                              |
| Área                                                        |                                                     |
| - Total                                                     | 45,460 km²                                          |
| População                                                   |                                                     |
| - Total                                                     | 2.585 habitantes '                                  |
| Site governamental                                          | www.sia.df.gov.br                                   |
| Bandeira do Setor de Indústria e Abastecimento              |                                                     |
| Bandeira                                                    |                                                     |

Setor de Indústria e Abastecimento é uma região administrativa do Distrito Federal brasileiro.
Setor de Indústria e Abastecimento foi fundada em 21 de abril de 1969, recebendo a condição de região administrativa, conforme a Lei 3618, de 14 de julho de 2005. Compreende um grande número de concessionárias de automóveis, motos e náutica, postos de combustíveis, empresas de material de construção, entre outras. Também está localizado o Setor de Inflamáveis onde estão localizados empresas como Petrobras e Texaco, com seus tanques de armazenamento de combustível. Na região, estão localizadas 2 estações de trens de carga que vão para São Paulo.